# Thilo Rothacker

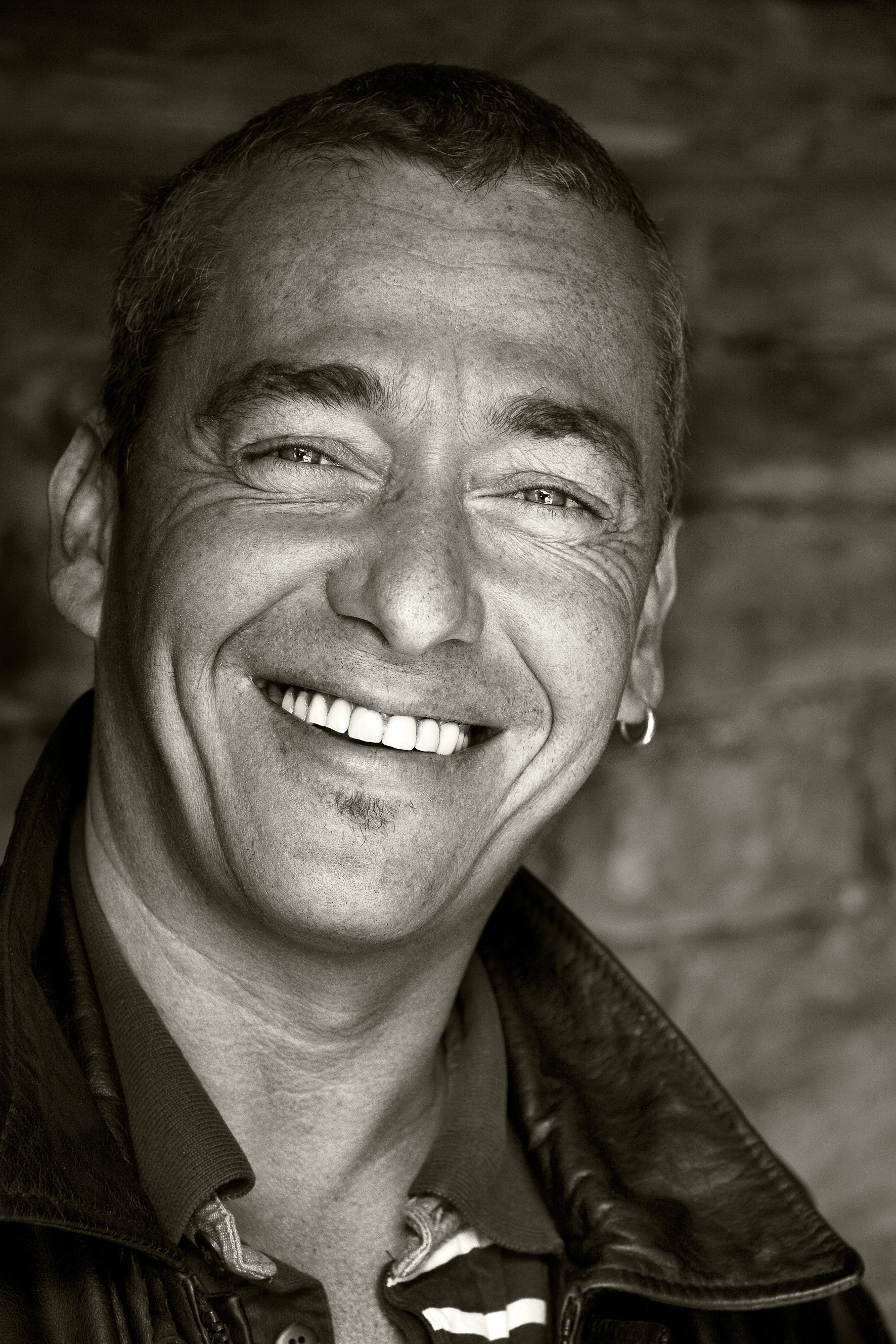
Thilo Rothacker (2009)

Thilo Rothacker (* 1967 in Stuttgart) ist ein deutsch-französischer Illustrator.

## Leben
Nach dem Studium an der Akademie der Bildenden Künste in Stuttgart bei Heinz Edelmann zog Rothacker 1990 nach Paris, wo er unter anderem für Verlage wie Casterman und Edition Moderne sowie im Animationsstudio Atelier d'anim arbeitete. 1999 kehrte er nach Stuttgart zurück. Seine Arbeiten erscheinen regelmäßig in Zeitungen und Magazinen, wie der New York Times, dem SPIEGEL und der Frankfurter Allgemeinen Sonntagszeitung.
Rothacker lehrt seit 2010 als Professor für Illustration an der Hochschule Konstanz. Seit 2019 organisiert Thilo Rothacker mit dem Kulturamt der Stadt Konstanz das internationale Illustrationsfestival ILLOKONSTANZ. Thilo Rothacker ist seit 2003 Mitglied im Art Directors Club Germany und regelmäßiges Mitglied der Jury.

## Ausstellungen
- 2018: Mutbilder – die Kunst das Leben sportlich zu meistern, Schloss Hartenfels, Torgau[4]
- 2019: Illustrated Times, LENNART, Stuttgart[5]
- 2017: EisZeit: Illustrationen on Ice, Deutsche Sport & Olympia Museum, Köln[6]
- 2009: Society of Illustrators, New York

## Bücher
Big City in Gefahr, Breinersdorfer, Fred / Rothacker, Thilo, Comicland, Dortmund 1990, ISBN 9783925860263.

## Studenten-Projekte und Studentische Awards
- 2015/2016: Theaterplakate für Schauspielbühnen Stuttgart[7]
- 2019: Gregor Calendar Award: Typisch Montag, ein Jahr hat sieben Tage[8][9]
- 2019: BCM Award für innovativen Kalender von Studierenden[10]
- 2020: Young Talent Award: 2020 - Alletage Feiertage[11]

## Festival Illokonstanz
Das Illustrations-Festival in Konstanz wurde 2019 von Thilo Rothacker u. a. initiiert.